# Raymond van het Groenewoud
Raymond van het Groenewoud (Schaarbeek, 14 februari 1950) is een Belgisch zanger en muzikant. Zelf noemt hij zich eveneens tekstdichter. Zijn teksten zijn soms opgewekt, dan weer droevig of filosofisch.
Van het Groenewoud staat vooral bekend om de hits Meisjes (1977), Vlaanderen boven (1978), Je veux de l'amour (1980), Chachacha (1981), Brussels by Night (1979), Liefde voor muziek (1991) en Twee meisjes (1995).

## Biografie
De zanger werd geboren als zoon van Amsterdamse ouders. Zijn vader, Josef van het Groenewoud, vluchtte in 1947 naar Brussel om aan de dienstplicht en met name deelname aan de politionele acties in Nederlands-Indië, het huidige Indonesië, te ontkomen. In België verwierf hij als gitarist en orkestleider bekendheid vooral onder de artiestennaam Nico Gomez en ook Nicolas Ooms. Aanvankelijk woonde het gezin in de Hoogstraat, later verhuisde het naar Schaarbeek.
Van het Groenewoud debuteerde in het begin van de jaren 70 als gitarist bij Johan Verminnen. In 1972 vormde hij de groep Louisette met Erik Van Neygen, Johnny Dierick en Eddy Verdonck; maar ook droeg hij bij tot het album Vogelenzang, 5 van Jan De Wilde. Onder het pseudoniem Raymond Lolandson schreef Van Het Groenewoud de titel-track Ritual, te vinden op het gelijknamige album uit 1971 van Nico Gomez And His Afro Percussion Inc., uitgebracht op Omega International.
In 1973 verscheen zijn debuutalbum Je moest eens weten hoe gelukkig ik was met onder anderen gitarist Jean-Marie Aerts. Maria, Maria, ik hou van jou is sterk beïnvloed door de Britse rockmuziek uit die periode. Andere liedjes waren Bleke Lena en Mijnheer de postbode. Zijn tweede album Ik doe niet mee (1975) bevatte liedjes als Ik wil de grootste zijn en het poëtische Gelukkig zijn. In 1977 kwam zijn album Nooit meer drinken uit, met Jean Blaute als producer en Stoy Stoffelen op de drums. Meisjes is nog steeds een van de populairste Vlaamse rocknummers. Van 1978 tot 1981 werkte Van het Groenewoud met zijn begeleidingsgroep De Centimeters. In 1978 maakte hij het liedje Vlaanderen boven, dat in 2002 verkozen zou worden tot officieel Vlaams feestlied. Meer hits volgden: Trek het je niet aan, Je veux de l'amour en Chachacha. Ondertussen bouwde hij een stevige live-reputatie op. Hij stond op het podium van Torhout-Werchter in 1978 en 1979 en NEKKA in 1978. In 1980 verhuisde hij naar Brugge en brak ook in Nederland door, met een optreden op het Pinkpopfestival. Dat jaar speelde hij ook een gastrol als conducteur in de film De Witte van Sichem.
In 1983 verzorgde hij de soundtrack van Brussels by Night. In hetzelfde jaar speelde hij ook een hoofdrol in de Vlaamse film Na de liefde. 
In 1988 had hij een hit met het komische Intimiteit.
In de vroege jaren 90 profiteerde hij mee van de heropleving van de Nederlandstalige pop in de beginperiode van Tien om te zien. Ik ben de man werd een succes, en het gospelachtige Liefde voor muziek werd een nummer 1-hit in België en Nederland. Dit nummer werd als uitsmijter opgenomen voor zijn verzamel-cd Meisjes: Het beste van Raymond van het Groenewoud (1990).
In 1994 verscheen het livealbum De minister van Ruimtelijke Ordening, met nieuwe versies van oude liedjes, maar ook nieuwigheden als L'étranger c'est mon ami, een liedje waarmee hij protesteerde tegen de snelle opkomst van het Vlaams Blok en de onverdraagzaamheid.
In de tweede helft van de jaren negentig maakte hij sobere, uitgepuurde liedjes. Twee meisjes uit het album Ik ben God niet (1996) werd later verkozen tot het beste Vlaamse liedje door de luisteraars van de Vlaamse Radio 1.
In 1998 verscheen het album Tot morgen met liedjes als Help de rijken en In mijn hoofd. In datzelfde jaar zong hij de soundtrack van de Nederlands-Belgische film Blazen tot honderd, getiteld Ik zal jouw man zijn. Van midden jaren 90 tot en met 2005 was Van het Groenewoud de vaste afsluiter op de Gentse Feesten. In 2005 eindigde hij op nummer 144 tijdens de Vlaamse versie van de verkiezing van De Grootste Belg, buiten de officiële nominatielijst.
In 2005 liet Van het Groenewoud van zich horen met het anti-Amerikaanse nummer Weg met Amerika, een protest tegen de politiek van George W. Bush en de Amerikaanse invallen in Afghanistan en Irak, waarin Amerikanen onder meer "megalomane eencellige idioten" genoemd werden. Het controversiële nummer werd niet geapprecieerd door een deel van de publieke opinie. Er werd een klacht ingediend bij het Centrum voor Gelijkheid van Kansen en Racismebestrijding.
Samen met Stef Kamil Carlens en Zita Swoon nam Van het Groenewoud in 2008 de Wappersong op. Dit protestlied over het project van de Lange Wapperbrug in Antwerpen, heeft (You gotta walk) Don't look back van Peter Tosh en Mick Jagger als melodie. De tekst is van Patrick De Witte. Burgemeester Patrick Janssens verwees naar deze songtitel toen de kritiek op de Oosterweelverbinding toenam.
In 2018 werkte Van het Groenewoud samen met Tourist LeMC, voor wie hij het refrein zong van het nummer Spiegel. Met een tweede plaats in de Ultratop 50 en 18 weken op nummer 1 in de Vlaamse Top 50 scoorde hij zijn grootste hitparadesucces sinds 1991. Op 14 februari 2020, zijn zeventigste verjaardag, bracht Van het Groenewoud voor het eerst in ruim acht jaar weer een studioalbum uit, getiteld Speel.
Bij de afsluiting van de Gentse Feesten in 2022, gaven Van het Groenewoud en zijn band een concert van bijna 8 uur, met 111 nummers op het hoofdpodium van Trefpunt.

## Privéleven
In een openhartig interview voor het boek Raymond Van Het Groenewoud - In mijn hoofd (2011), vertelt hij aan auteur Martin Heylen dat hij drie keer is getrouwd en zeven serieuze liefdesrelaties heeft gehad. Zijn turbulente en liederlijke liefdesleven heeft hem geïnspireerd bij het schrijven van diverse bekende ballades, zoals Bleke Lena (1973), Daddeemelee (1973), Maria, Maria, ik hou van jou (1973), Danielle (1977) en Zjoske, schone meid (1977).
Van het Groenewoud trouwde voor de eerste keer in 1974 met de barvrouw van de Brusselse Beursschouwburg, waar hij in het begin van zijn carrière vaak optrad. Na drie jaar huwelijk volgde de echtscheiding. Begin jaren '80 startte Van het Groenewoud een relatie met Mie De Backer, die hem twee zonen, Jasper (°1984) en Leander (°1986), schonk. In 1991 trouwde hij opnieuw, ditmaal met Nana De Backer, de zus van zijn voormalige partner Mie. Nadat ook dit huwelijk strandde, begon hij eind jaren '90 een relatie met een Franstalige vrouw, met wie hij zijn derde zoon, Luca (°2002), kreeg. Tijdens een interview over een nieuwe tournee leerde hij in 2002 VRT-nieuwsanker en journaliste Sigrid Spruyt kennen. Beiden werden al snel een koppel en traden op 6 april 2009 in Brugge in het huwelijk.
In 2009 werd bij Raymond van het Groenewoud de ziekte oculaire myasthenie gediagnosticeerd.

## Onderscheidingen
- In 2002 werd zijn nummer Chachacha opgenomen in de Eregalerij van het populaire lied in Vlaanderen van Radio 2.
- In 2004 ontving hij een Zamu Award voor zijn volledige carrière.
- Medio 2007 raakte bekend dat het Vlaams Parlement de gouden erepenning voor het genre kleinkunst aan Van het Groenewoud toekende.
- In 2010 werd hij opgenomen in de Radio 2-eregalerij voor een leven vol muziek, een carrièreprijs.
- Hij won de Lifetime Achievement Award van de Music Industry Awards 2017.[14]
- In 2022 won hij de Muze, de carrièreprijs van auteursrechtenvereniging Sabam.[15]

## Discografie

### Albums
| Album met hitnotering(en) in de Vlaamse Ultratop 200 albums | Datum van verschijnen | Datum van binnenkomst | Hoogste positie | Aantal weken | Opmerkingen |
| ----------------------------------------------------------- | --------------------- | --------------------- | --------------- | ------------ | ----------- |
| Je moest eens weten hoe gelukkig ik was                     | 1973                  | -                     |                 |              |             |
| Ik doe niet mee                                             | 1975                  | -                     |                 |              |             |
| Nooit meer drinken                                          | 1977                  | -                     |                 |              |             |
| Ethisch reveil                                              | 1979                  | -                     |                 |              |             |
| Brussels by night                                           | 1984                  | -                     |                 |              |             |
| Habba!                                                      | 1984                  | -                     |                 |              |             |
| Ontevreden                                                  | 1986                  | -                     |                 |              |             |
| Intiem                                                      | 1988                  | -                     |                 |              |             |
| Sensatie                                                    | 1992                  | -                     |                 |              |             |
| Walhalla                                                    | 1995                  | -                     |                 |              |             |
| Ik ben God niet                                             | 1996                  | 24-02-1996            | 7               | 14           |             |
| Tot morgen                                                  | 1998                  | 10-10-1998            | 22              | 5            |             |
| Een jongen uit Schaarbeek                                   | 2001                  | 30-10-2001            | 14              | 6            |             |
| Mr. Raymond                                                 | 2005                  | 22-10-2005            | 25              | 17           |             |
| De laatste rit                                              | 28-10-2011            | 05-11-2011            | 4               | 30           | Platina     |
| Speel                                                       | 14-02-2020            | 22-02-2020            | 5               | 11           |             |
| Egoïst                                                      | 2023                  | 04-11-2023            | 31              | 1*           |             |

### Live-albums
| Album met hitnotering(en) in de Vlaamse Ultratop 200 albums | Datum van verschijnen | Datum van binnenkomst | Hoogste positie | Aantal weken | Opmerkingen |
| ----------------------------------------------------------- | --------------------- | --------------------- | --------------- | ------------ | ----------- |
| Kamiel in België                                            | 1978                  | -                     |                 |              |             |
| De minister van ruimtelijke ordening                        | 1994                  | -                     |                 |              |             |
| Feest! Live                                                 | 2008                  | -                     |                 |              |             |
| Live zoals het is                                           | 21-11-2008            | 20-12-2008            | 90              | 4            |             |
| Live in de AB                                               | 2013                  | 12-01-2013            | 51              | 15           |             |

### Verzamelalbums
| Album met hitnotering(en) in de Vlaamse Ultratop 200 albums | Datum van verschijnen | Datum van binnenkomst | Hoogste positie | Aantal weken | Opmerkingen |
| ----------------------------------------------------------- | --------------------- | --------------------- | --------------- | ------------ | --- |
| Leven en liefdes                                            | 1980                  | -                     |                 |              | Nr. 46 in de Nederlandse albumlijst |
| Meisjes - Het beste van Raymond van het Groenewoud          | 1991                  | -                     |                 |              | Meeste nummers opnieuw opgenomen in de Brusselse Jet-studios met 'zijn Vlaamse Mustafa's'. Nr. 7 in de Nederlandse albumlijst                                                                              |
| De rug van het doosje                                       | 1993                  | -                     |                 |              | |
| RvhGBox 10                                                  | 1993                  | -                     |                 |              | |
| Liefde voor muziek - Verzameld                              | 1997                  | 22-11-1997            | 30              | 5            | Dubbel-cd |
| Ballades                                                    | 2004                  | 06-11-2004            | 44              | 13           | Nr. 93 in de Nederlandse albumlijst |
| Platinum collection                                         | 2007                  | 21-04-2007            | 56              | 8            | |
| Omdat ik van je hou - De 60 mooiste                         | 05-02-2010            | 13-02-2010            | 4               | 37           | |
| Allermooist op aard                                         | 2017                  | 27-05-2017            | 5               | 24           | Enkele nieuwe nummers en oude hits opnieuw opgenomen met Leander van het Groenewoud, Mich Verbelen, Cesar Janssens en anderen. Duetten met o.a. Stef Bos, Jan Decleir, Koen Wauters en Charlotte Schoeters |
| Archivaris                                                  | 2018                  | 07-04-2018            | 9               | 20           | |

### Singles
| Single met eventuele hitnotering(en) in de Nederlandse Top 40 | Datum van verschijnen | Datum van binnenkomst | Hoogste positie | Aantal weken | Opmerkingen                                                    |
| ------------------------------------------------------------- | --------------------- | --------------------- | --------------- | ------------ | -------------------------------------------------------------- |
| Je veux de l'amour                                            | 1980                  | 19-07-1980            | 18              | 8            | met de Centimeters / Nr. 15 in de Single Top 100 / Alarmschijf |
| Chachacha                                                     | 1981                  | 14-11-1981            | 13              | 8            | Nr. 5 in de Single Top 100                                     |
| Stapelgek op jou                                              | 1985                  | 02-03-1985            | tip5            | -            | Nr. 50 in de Single Top 100                                    |
| Ik ben de man                                                 | 1990                  | 18-08-1990            | tip15           | -            | Nr. 59 in de Single Top 100                                    |
| Liefde voor muziek                                            | 1991                  | 02-02-1991            | 1(3wk)          | 14           | Nr. 1 in de Single Top 100                                     |

| Single met hitnotering(en) in de Vlaamse Ultratop 50 | Datum van verschijnen | Datum van binnenkomst | Hoogste positie | Aantal weken | Opmerkingen                                                        |
| ---------------------------------------------------- | --------------------- | --------------------- | --------------- | ------------ | ------------------------------------------------------------------ |
| Vlaanderen boven                                     | 1978                  | 09-09-1978            | 24              | 2            |                                                                    |
| Je veux de l'amour                                   | 1980                  | 05-07-1980            | 14              | 9            | met de Centimeters / Nr. 10 in de Radio 2 Top 30                   |
| Chachacha                                            | 1981                  | 14-11-1981            | 4               | 12           | Nr. 5 in de Radio 2 Top 30                                         |
| Stapelgek op jou                                     | 1985                  | 30-03-1985            | 40              | 1            |                                                                    |
| Ik ben de man                                        | 1990                  | 01-09-1990            | 46              | 3            |                                                                    |
| Meisjes (Nieuwe versie)                              | 1991                  | 12-01-1991            | 46              | 4            |                                                                    |
| Liefde voor muziek                                   | 1991                  | 16-02-1991            | 1(2wk)          | 14           |                                                                    |
| Warme dagen                                          | 1992                  | 04-07-1992            | 40              | 7            |                                                                    |
| l'Etranger, c'est mon ami                            | 1993                  | 18-09-1993            | 43              | 3            |                                                                    |
| Vlaanderen boven (Nieuwe versie)                     | 2002                  | 15-06-2002            | tip4            | -            | Nr. 28 in de Radio 2 Top 30                                        |
| Zoals gewoonlijk                                     | 2004                  | 11-09-2004            | tip10           | -            |                                                                    |
| Wat een fijne dag / Het zou niet mogen zijn          | 2010                  | 27-03-2010            | 30              | 6            | met Meuris                                                         |
| Goeiemorgen ouwe rotkop                              | 03-10-2011            | 05-11-2011            | tip18           | -            | Nr. 13 in de Radio 2 Top 30                                        |
| Jouw liefde                                          | 2011                  | 17-12-2011            | tip40           | -            |                                                                    |
| Schandalig content                                   | 2015                  | 14-02-2015            | tip8            | -            | Nr. 5 in de Vlaamse Top 50                                         |
| Omdat ik van je hou (Nieuwe versie)                  | 2015                  | 26-09-2015            | tip70           | -            | Nr. 32 in de Vlaamse Top 50                                        |
| Deze blanke jongen komt zo hard                      | 2016                  | 30-01-2016            | tip             | -            | Nr. 39 in de Vlaamse Top 50                                        |
| Meisjes (Nieuwe versie)                              | 2017                  | 27-05-2017            | tip             | -            | Nr. 41 in de Vlaamse Top 50                                        |
| Vallen en opstaan                                    | 2017                  | 27-05-2017            | tip             | -            | Nr. 26 in de Vlaamse Top 50                                        |
| Bonestaakdans                                        | 2017                  | 22-07-2017            | tip             | -            | met Slongs Dievanongs en DJ Grazzhoppa Nr. 49 in de Vlaamse Top 50 |
| Er is er geen één zoals jij                          | 2018                  | 14-04-2018            | tip             | -            | Nr. 22 in de Vlaamse Top 50                                        |
| Spiegel                                              | 2018                  | 13-10-2018            | 2               | 24           | met Tourist LeMC Nr. 1 in de Vlaamse Top 50 / Goud                 |
| Wat je doet met mij                                  | 2019                  | 19-01-2019            | tip12           | -            | met Slongs Nr. 1 in de Vlaamse Top 50                              |
| Bitter en bot                                        | 2020                  | 25-01-2020            | tip2            | -            | Nr. 3 in de Vlaamse Top 50                                         |
| Het is zo fijn wanneer je nergens aan denkt          | 2020                  | 02-05-2020            | tip24           | -            | Nr. 16 in de Vlaamse Top 50                                        |
| Tegenwoordig                                         | 2020                  | 11-07-2020            | tip14           | -            | Nr. 15 in de Vlaamse Top 50                                        |
| Gewoon in Amsterdam                                  | 2020                  | 17-10-2020            | tip29           | -            | Nr. 16 in de Vlaamse Top 50                                        |
| Ademen                                               | 2021                  | 01-05-2021            | tip             | -            | Nr. 45 in de Vlaamse Top 50                                        |

### NPO Radio 2 Top 2000
| Nummers met noteringen in de NPO Radio 2 Top 2000 | '99  | '00 | '01  | '02  | '03  | '04  | '05  | '06  | '07  | '08  | '09  | '10  | '11  | '12  | '13  | '14  | '15  | '16  | '17  | '18-'20 | '21  |
| ------------------------------------------------- | ---- | --- | ---- | ---- | ---- | ---- | ---- | ---- | ---- | ---- | ---- | ---- | ---- | ---- | ---- | ---- | ---- | ---- | ---- | ------- | ---- |
| Chachacha                                         | 1906 | -   | -    | -    | -    | -    | -    | -    | -    | -    | -    | -    | -    | -    | -    | -    | -    | -    | -    | -       | -    |
| J'veux de l'amour                                 | 683  | -   | 930  | 941  | 564  | 647  | 783  | 840  | 810  | 745  | 845  | 892  | 994  | 1573 | 1317 | 1436 | 1688 | 1928 | 1824 | -       | 1555 |
| Liefde voor muziek                                | -    | -   | 1187 | 1717 | 1238 | 1605 | 1715 | 1691 | 1522 | 1578 | 1871 | 1501 | 1943 | -    | -    | -    | -    | -    | -    | -       | -    |
| Meisjes                                           | -    | -   | -    | -    | -    | -    | 1938 | 1677 | 1864 | 1963 | 1993 | 1725 | -    | -    | -    | -    | -    | -    | -    | -       | -    |
| Twee meisjes                                      | -    | -   | -    | -    | -    | -    | -    | -    | -    | -    | -    | 1453 | 1633 | 1700 | 1719 | 1885 | -    | -    | -    | -       | -    |

1. ↑  Een '-' betekent dat het nummer niet was genoteerd en een vetgedrukt getal geeft de hoogste notering van een nummer aan.
2. ↑  Deze tabel is bijgewerkt tot en met de laatste editie (2024).

### Dvd's
- Live in Antwerpen (2004)